# Rafard
Rafard é um município brasileiro do estado de São Paulo. Sua população estimada em 2024 era de 9.133 habitantes.

## História
Rafard foi fundada por Júlio Henrique Raffard em 1883 e povoada por italianos, que se estabeleceram como colonos na lavoura de cana-de-açúcar. A história de Rafard inicia-se com a instalação da Usina, antigo engenho central, pertencente a Sociéte de Sucréries Brésillenes, segundo decreto assinado pelo Imperador D. Pedro II.
Desde o começo da instalação da Usina, a população de Capivari se referia ao povoado como ″Villa do Henrique Raffard″ e ″Villa Raffard″, até que por decreto governamental a Vila passa a ser distrito de Capivari. Em 1964 acontece a emancipação e o município recebe o nome de Rafard.
Terra onde morou Tarsila do Amaral, na Fazenda São Bernardo, quando Rafard ainda era uma vila de Capivari. A casa onde residiu a pintora modernista ainda existe, estando plenamente conservada.
Rafard foi uma das pouquíssimas cidades do Estado de São Paulo em que Jânio perdeu nas urnas. O motivo pelo qual Jânio era tão desprestigiado na Cidade Coração consiste em sua recusa, na época em que era governador do estado de São Paulo, em permitir a emancipação da então Vila Rafard.

### Formação territorial-administrativa
Histórico da formação do município:
- Distrito criado no município de Capivari pela Lei nº 2.368, de 22 de novembro de 1929.
- Município criado pela Lei nº 5.285, de 18 de fevereiro de 1959, mas não instalado.
- Município criado novamente pela Lei nº 8.092, de 28 de dezembro de 1964.

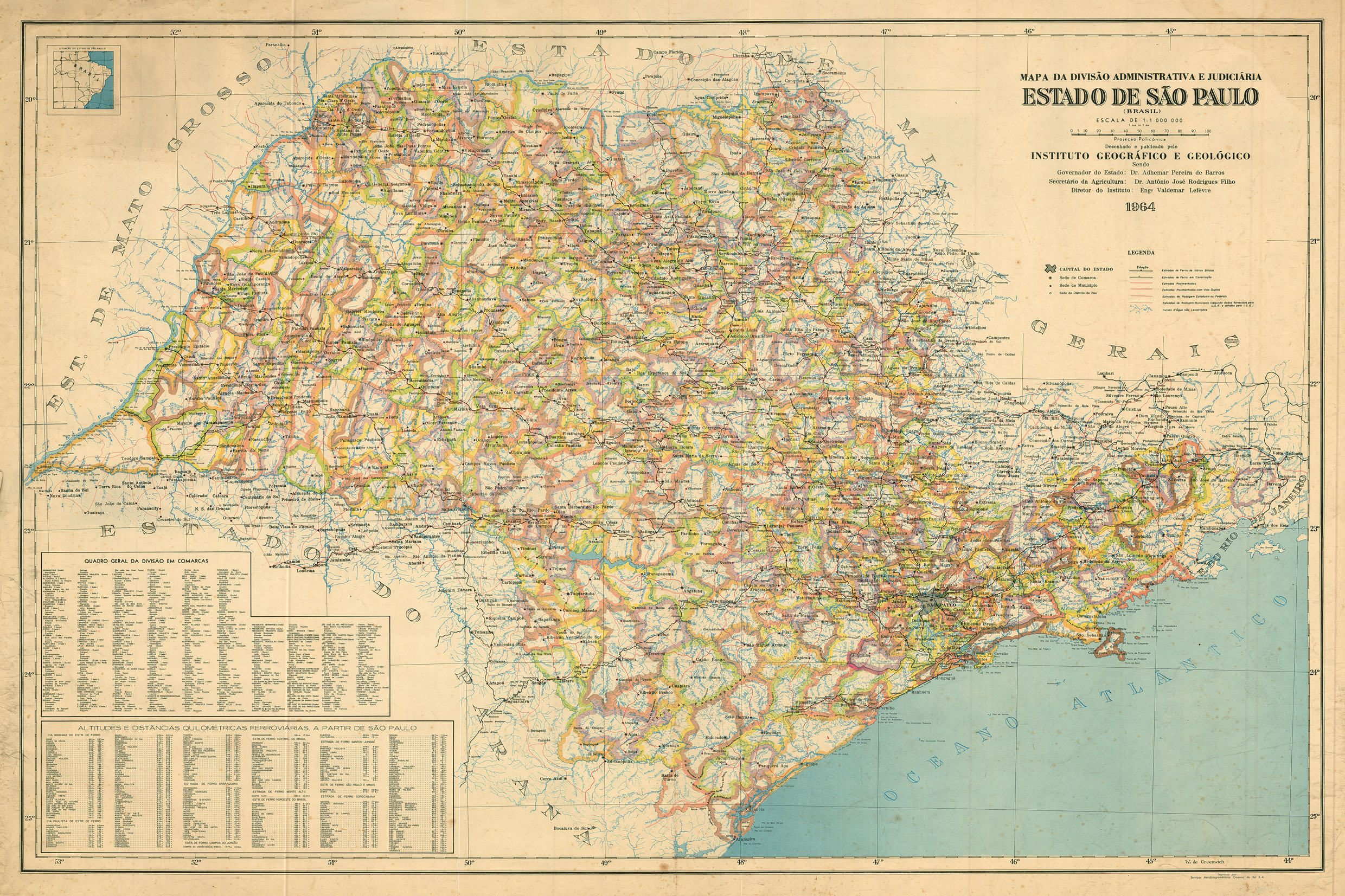
Estado de São Paulo (1964).

## Geografia
Localiza-se a uma latitude 23º00'42" sul e a uma longitude 47º31'37" oeste, estando a uma altitude de 515 metros. Possui uma área de 121,645 km².

### Hidrografia

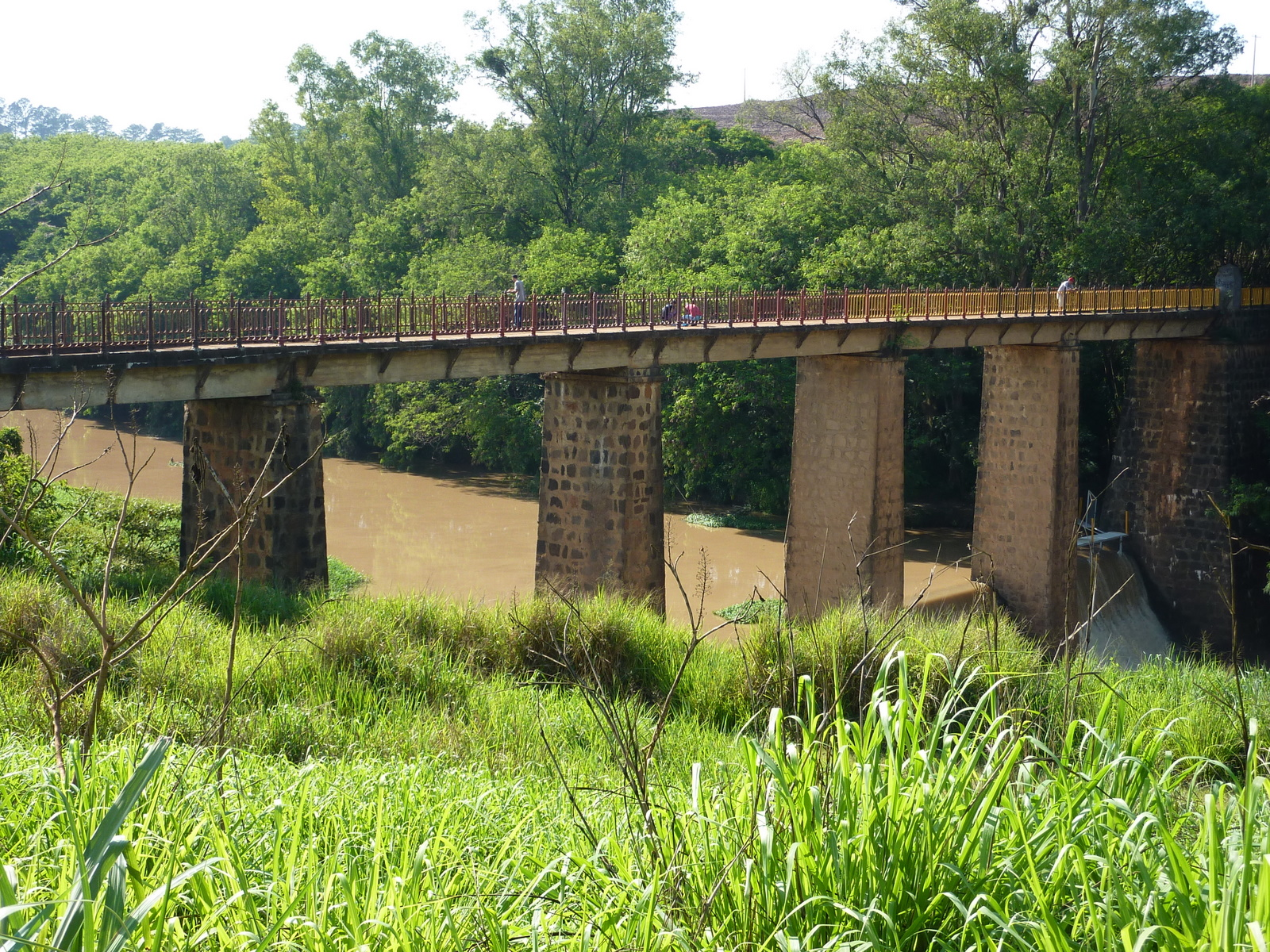
Ponte sobre o Rio Capivari.

- Rio Capivari
- Rio Tietê

### Rodovias
- SP-101
- SP-113
- SP-308

## Demografia

### População
| Crescimento populacional                             | Crescimento populacional | Crescimento populacional | Crescimento populacional |
| Ano                                                  | População Total          |                          | %±                       |
| ---------------------------------------------------- | ------------------------ | ------------------------ | ------------------------ |
| 1970                                                 | 5 118                    |                          | —                        |
| 1980                                                 | 5 940                    |                          | 16,1%                    |
| 1991                                                 | 8 588                    |                          | 44,6%                    |
| 2000                                                 | 8 360                    |                          | −2,7%                    |
| 2010                                                 | 8 612                    |                          | 3,0%                     |
| 2022                                                 | 8 965                    |                          | 4,1%                     |
| Est. 2024                                            | 9 133                    | [ 11 ]                   | 1,9%                     |
| Fontes: Censos Demográficos IBGE e Estimativas SEADE |                          |                          |                          |

### Dados demográficos
Dados do Censo - 2010
População total: 8.612
- Homens: 4.257
- Mulheres: 4.355

Densidade demográfica (hab./km²): 68,64
Mortalidade infantil até 1 ano (por mil): 11,52
Expectativa de vida (anos): 73,73
Taxa de fecundidade (filhos por mulher): 2,32
Taxa de alfabetização: 92,31%
Índice de Desenvolvimento Humano (IDH-M): 0,745
- IDH-M Renda: 0,720
- IDH-M Longevidade: 0,812
- IDH-M Educação: 0,877

(Fonte: IPEADATA)

## Política e administração
- Prefeito: Fábio dos Santos PSL (2021/2024)
- Vice-prefeito: Wagner Bragalda PODE
- Presidente da câmara: Angela Maria Dolniski Barboza PSL (2017/2018)

## Infraestrutura

### Comunicações
O sistema de telefones automáticos foi inaugurado na cidade em 1976 pela Telecomunicações de São Paulo (TELESP), que também implantou o sistema de discagem direta à distância (DDD) em 1983 com o código de área (0194). Anteriormente a cidade era atendida pela Companhia Telefônica Brasileira (CTB).
Na década de 90 o código DDD da cidade foi alterado para (019), para padronização do sistema telefônico com a telefonia celular que estava sendo implantada em todo o estado.

## Pessoas ilustres
- Paulo Betti - ator e diretor

## Religião
O Cristianismo se faz presente na cidade da seguinte forma:

### Igreja Católica
- A igreja faz parte da Diocese de Piracicaba.[19]

### Igrejas Evangélicas
Entre as igrejas protestantes históricas, pentecostais e neopentecostais, encontram-se na cidade:
- Assembleia de Deus Ministério do Belém.[21][22]
- Congregação Cristã no Brasil.[23]